# Philippe Tesson
Pour les articles homonymes, voir Tesson.
Philippe Tesson, né le 1er mars 1928 à Wassigny (Aisne) et mort le 1er février 2023 à Chatou,,, est un journaliste français de presse écrite et chroniqueur de radio et de télévision, notamment de l'actualité théâtrale.
Il fonde en 1974 le journal Le Quotidien de Paris, dont il est le propriétaire et le directeur de la publication jusqu'en 1994. Il est propriétaire de la maison d'édition L'Avant-scène théâtre et de sa revue du même nom, ainsi que du théâtre de Poche-Montparnasse à Paris.

## Biographie

### Formation
Philippe Tesson passe son enfance dans la région de la Thiérache. Durant l'Occupation, son père, Albert Tesson, huissier, est arrêté, et sa maison réquisitionnée pour loger des officiers.
Sa mère lui forge sa culture théâtrale. Il fait sa scolarité au lycée du Cateau-Cambrésis, aux côtés de Pierre Mauroy, avant d'entreprendre des études d'histoire et de philosophie. Après Sciences Po, il entreprend un tour du monde. Influencé par son expérience de l'Occupation, il rédige une thèse « sur le romantisme allemand et les sources littéraires du nazisme »,.
Il est secrétaire des débats parlementaires à l'Assemblée nationale, lorsque le patron de presse Henri Smadja lui propose de travailler avec lui.

### Journaliste polémiste
À trente ans, Philippe Tesson devient le rédacteur en chef du quotidien Combat, poste qu'il occupe de 1960 à 1974. Il se présente sans succès aux élections législatives de 1968. Au début de 1974, il décide de quitter Combat. Entraînant à sa suite une grande partie de la rédaction, il fonde Le Quotidien de Paris, journal polémique ouvert à toutes les opinions et tendances politiques, dont il devient le directeur de la publication et le propriétaire (avril 1974). Le journal se développe au sein du Groupe Quotidien (possédant Le Quotidien du Médecin), dont il fut le président-directeur général. Des problèmes financiers et éditoriaux mettent à mal Le Quotidien de Paris, qui cesse de paraître en 1978. Une partie de l'équipe quitte alors le journal, qui ne reparaît que l'année suivante, avec une orientation éditoriale cette fois volontairement libérale et marquée à droite. Outre Le Quotidien de Paris et Le Quotidien du médecin, le Groupe Quotidien, qui emploie alors plus de 550 salariés, publie Le Quotidien du pharmacien, puis Le Quotidien du maire, un mensuel, L'Action économique, voire des numéros thématiques plurilingues comme Paris au quotidien.
Philippe Tesson dirige Le Quotidien de Paris jusqu'à l'arrêt de sa publication (1994) due notamment aux débuts de la crise de la presse écrite. Durant cette période il est également le directeur de l'hebdomadaire Les Nouvelles Littéraires de 1975 à 1983, et directeur de collection aux éditions de La Table Ronde de 1962 à 1972, nommée Le Brûlot.

### Critique dramatique
La grande passion de Philippe Tesson est le théâtre,, pour lequel il fut critique à la fin des années 1950 et au début des années 1960. Il participe à cette époque à l'émission de la radio France Inter Le Masque et la Plume. Il a d'ailleurs tenu de longues années des chroniques littéraires, théâtrales, mais également politiques (notamment avec Laurent Joffrin sur France Inter). Philippe Tesson a été collaborateur au Canard enchaîné de 1970 à 1983, où il s'occupait de la rubrique théâtre. Il tient la chronique théâtre du Figaro Magazine, intervient régulièrement dans l'hebdomadaire Valeurs actuelles et publie des chroniques dans Le Point,.
Il dirige une maison d’édition qui publie des ouvrages sur le théâtre et le bimensuel L'Avant-scène théâtre, qu'il rachète en 2001 à Danielle Dumas qui reste sa rédactrice en chef, avant d'en déléguer la codirection à Olivier Celik et Anne-Claire Boumendil,.
Il est par ailleurs membre et président du jury du prix Interallié.
En 2011, il rachète le théâtre de Poche-Montparnasse, où il entreprend des travaux qui permettent le 15 janvier 2013 l'ouverture de deux salles,. Il en délègue la codirection à sa fille et actrice Stéphanie Tesson et à la metteuse en scène Charlotte Rondelez.

### Journaliste de l'audiovisuel
Philippe Tesson est aussi un habitué des plateaux de télévision. Après l'arrêt du Quotidien de Paris il anima, avec Patricia Martin, l'émission littéraire et culturelle Ah ! Quels titres sur France 3, de 1994 à 1996. Il est ensuite devenu, de 1997 à 2004, chroniqueur littéraire et de théâtre dans l'émission Rive droite / Rive gauche de Thierry Ardisson sur la chaîne Paris Première. Il est également intervenant sur France 2 aux côtés de Guillaume Durand dans son émission Esprits libres. Il participe d'autre part à l'émission de Laurent Ruquier On va s'gêner, au Grand Direct de Jean-Marc Morandini sur Europe 1, et à Langue de bois s'abstenir sur Direct 8. Il fut également un des chroniqueurs récurrents de l'émission Ça balance à Paris sur Paris Première ainsi que de l'émission hebdomadaire de Bruce Toussaint Vous trouvez ça normal ?! sur France 2. Il apporte son analyse à l'émission quotidienne Une comédie française sur France 24.

### Propos polémiques
Le 9 janvier 2014, dans le contexte de « l'affaire Dieudonné », Philippe Tesson appelle à l'exécution physique du polémiste dans l'émission Accords/désaccords, animée par Guillaume Durand sur Radio Classique. Il déclare précisément : « Ce type, sa mort par un peloton d'exécution de soldats me réjouirait profondément », et : « Pour moi, c’est une bête immonde donc on le supprime, c’est tout… Je signe et je persiste. » Le lendemain, sur LCI, le journaliste réitère ses appels au meurtre et déclare : « Dieudonné est un animal abominable, il faut le faire taire, je regrette qu'il n'y ait plus la peine de mort. Ce mec, il faut le museler, le faire taire à jamais ». Ni Guillaume Durand, ni la chaîne d'information ne dénoncent ces propos. Invité de Jean-Marc Morandini sur Europe 1 le 15 janvier, alors qu'une plainte a été déposée au tribunal de grande instance de Paris pour « appel au meurtre » selon RMC, Philippe Tesson explique qu'il « confirme ces propos » mais qu'il faut « les remettre dans le contexte, le contexte d'un débat polémique », estimant qu'il s'agit d'une « formule de style » et non d'un appel au meurtre. Le 6 mars 2014 les deux médias, LCI et Radio Classique, ont été mis en garde par le CSA,.
Le 13 janvier 2015, dans le contexte des attentats terroristes qui ont visé Charlie Hebdo et un supermarché casher, Philippe Tesson déclare sur Europe 1 : « D'où vient le problème de l'atteinte à la laïcité, sinon des musulmans ? On le dit ça ? Et bien moi, je le dis ! […] Je rêve ou quoi ? C'est ça notre problème actuellement, c'est les musulmans qui mettent en cause la laïcité ! C'est pas les musulmans qui amènent la merde en France aujourd'hui ? Il faut le dire, quoi, ! » Une plainte pour « incitation à la haine, injures publiques envers une communauté religieuse et diffamation » est déposée le 15 janvier auprès du tribunal de grande instance de Paris par un citoyen parisien et, le 19 janvier, le parquet de Paris ouvre une enquête préliminaire pour « provocation à la haine raciale », confiée à la Brigade de répression de la délinquance aux personnes (BRDP). Par ailleurs, le Conseil supérieur de l'audiovisuel est saisi du dossier après plusieurs plaintes reçues visant ces propos, le Mouvement contre le racisme et pour l’amitié entre les peuples (MRAP) dépose une plainte pour « diffamation et provocation à la haine », et la Coordination contre le racisme et l’islamophobie (CRI) assigne Philippe Tesson en référé.
Le 17 mars 2015, le juge des référés du TGI de Paris rejette la plainte du CRI, au motif que « les propos de M. Tesson ne peuvent être entendus comme une généralisation selon laquelle les personnes de confession musulmane seraient par nature et dans leur globalité responsables des maux et désordres de la société française ». Le CRI conteste ce motif et annonce son intention de faire appel de cette décision.

### Vie privée et mort
Tout en se défendant d'être bisexuel, Philippe Tesson évoque lors d'une interview qu'il « peu[t] être attiré sexuellement par un homme, un garçon et [qu'il] peu[t] l'être par une femme ».
Il est marié à Marie-Claude Tesson-Millet (1942-2014), médecin et présidente de l'ONG Équilibres & Populations, après avoir été la directrice et la cofondatrice du Quotidien du Médecin et du Quotidien du Pharmacien. 
Il est le père de l'écrivain voyageur Sylvain Tesson, de la metteuse en scène et dramaturge Stéphanie Tesson et de la journaliste d'art Daphné Tesson.
Il meurt à l'âge de 94 ans le 1er février 2023 à Chatou (Yvelines), où il résidait depuis 1968. Ses obsèques se tiennent en l'église de Saint-Germain-des-Prés le 10 février en présence de la famille et de nombreuses personnalités, parmi lesquelles la présentatrice télévisuelle Claire Chazal, l'écrivain Frédéric Beigbeder, les essayistes Éric Zemmour et Éric Naulleau, les acteurs Brigitte Fossey et Francis Huster, les politiciens Roselyne Bachelot, Alain Madelin et Jack Lang, ainsi que Brigitte Macron. Il est par la suite crématisé, dans la plus stricte intimité.

## Décorations
Officier de la Légion d'honneur (nommé chevalier de la Légion d'honneur en 1987 et promu officier en 2009).

## Ouvrages
- 1965 : De Gaulle 1er, la révolution manquée, éditions Albin Michel.
- 1998 : La Pensée unique. Le vrai procès, ouvrage collectif, avec notamment Jean Foyer, Michel Godet, Jean-François Kahn, Jean-Pierre Thiollet et Thierry Wolton, Economica/J-M Chardon et D. Lensel éditeurs,  (ISBN 2-7178-3745-0).
- 2000 : Où est passée l'autorité ?, en collaboration avec Laurent Joffrin et Bertrand Vannier, éditions NiL,  (ISBN 2-84111-151-2).
- 2008 : Un théâtre en liberté, Quatre-Vents, anthologie de critiques dramatiques.
- 2012 : La Campagne de France, Léo Scheer.
- 2023 : Un théâtre en liberté, anthologie orchestrée par Armelle Héliot, L'Avant-Scène Théâtre, 2023.